# Ngô Bá Cao
Ngô Bá Cao (20 tháng 1 năm 1924 tại xã Xuân Tiến, huyện Xuân Trường, tỉnh Nam Định – 2 tháng 5 năm 2009) là bí thư tỉnh ủy Biên Hòa trong thời gian từ 1957 đến 1959.

## Cuộc đời

### Học vấn, kiến thức
Thuở nhỏ ông được cha cho học Nho học được hơn 10 năm, sau đó ông chuyển tiếp học Quốc ngữ, có trình độ tiểu học, có khả năng làm thơ, phú, nhất là về thơ Đường luật.

### Hôn nhân
Ông là con thứ trong gia đình có hai chị em. Bố là ông Ngô Quang Sương. Chị là bà Ngô Thị Sa. Ông là con trai độc nhất, song thân mong sớm có cháu nối dõi tông đường nên cho lấy vợ sớm. Lên 16 tuổi ông đã kết hôn với bà Vũ Thị Nhi người cùng quê (Xã Xuân Kiên, huyện Xuân Trường, tỉnh Nam Định). Ông có với bà Vũ Thị Nhi hai con: Ngô Thị Liên (Sinh 1940, nữ, chết trẻ) và Ngô Quang Thanh (Sinh 1942, nam).
Khi đi hoạt động cách mạng, ông kết hôn với người vợ thứ hai tên Nguyễn Thị Khánh Phương và có bốn người con (Ngô Quang Chiến (chết trẻ), Ngô Quang Thắng (chết trẻ), Ngô Quang Lâm (Tên khác Nguyễn Văn Tỉnh, sinh 1952, nam), Ngô Thị Hòa Bình (sinh 1954, nữ).

### Tham gia cách mạng
Lớn lên trong gia đình kinh tế thuần nông, ruộng đất ít tại xã Xuân Tiến, huyện Xuân Trường, tỉnh Nam Định. Mẹ ông lại đau bệnh kinh niên kéo dài, nên cuộc sống của ông có nhiều khó khăn. Lên 18 tuổi mẹ ông qua đời trong hoàn cảnh bi đát tưởng chừng không vượt qua nổi, ông phải đi mượn tiền lo tang cho mẹ và ngay sau đó bị chủ nợ có lời xúc xiểm. Là người thanh niên có ý chí và căng đầy sức sống, ông không thể chấp nhận hoàn cảnh thực tại nên đã quyết định từ giã cha, vợ trẻ và con thơ mới 6 tháng tuổi để vào miền Nam tìm đường sinh sống, nhằm tìm cuộc sống mới cho bản thân và gia đình. Ông có mặt ở Tây Ninh vào giữa năm 1943, rồi xin vào làm công nhân hãng đường Hiệp Hòa. Sau đó lại chuyển về Sài Gòn, rồi lên Đà Lạt và sang tỉnh Công-pông-chàm của Campuchia. Đi vào phong trào công nhân ở các nơi, ông nhận ra rằng ở cái xứ thuộc địa này ở đâu cũng bị bóc lột, người lao động là người cùng khổ, muốn giải thoát thì chỉ có một con đường như Lý Tự Trọng đã từng nói: "Con đường của thanh niên chỉ có thể là con đường cách mạng, ngoài ra không có con đường nào khác".
Khi đã ý thức rõ trách nhiệm trước gia đình và xã hội, đã nắm bắt được phong trào của Mặt trận Việt Minh, ông đã có mặt ở tỉnh Biên Hòa vào đầu năm 1945, tham gia tổ chức Quốc gia Tự vệ Cuộc (tiền thân của lực lượng công an ngày nay) và tham gia cướp chính quyền ở Biên Hòa vào mùa thu năm ấy.
- Năm 1946 là cán bộ Việt Minh tỉnh Biên Hòa - tổng thư ký mặt trận Việt Minh liên thôn 5, chủ nhiệm Mặt trận Việt Minh liên thôn 5.
- Vào Đảng Cộng sản Đông Dương tháng 12/1946. Tháng 3/1947 làm Quận ủy viên phụ trách tuyên truyền quận Châu Thành.
- Năm 1948, Ủy viên thường vụ huyện ủy Vĩnh Cửu, kiêm Chính trị viên huyện đội Vĩnh Cửu.
- Năm 1949, phó Bí thư huyện ủy Vĩnh Cửu, kiêm Chính trị viên huyện đội, đến năm 1950 kiêm thêm Chính trị viên Đại đội Lam Sơn.
- Năm 1954, Tỉnh ủy viên, phụ trách giao thông căn cứ địa tỉnh Biên Hòa.
- Năm 1955, Ủy viên thường vụ tỉnh ủy, phụ trách di cư và thanh, phụ vận.
- Năm 1956, phó Bí thư tỉnh ủy, phụ trách binh vận.
- Từ 1957 đến 8/1959, Bí thư tỉnh ủy Biên Hòa, kiêm Trưởng ban binh vận, khi ông mới 33 tuổi.[1]

Năm 1959, ông bị chính quyền Việt Nam Cộng hòa bắt và đưa ra truy tố tại Tòa án Quân sự đặc biệt theo Luật 10/59 của Ngô Đình Diệm được tổ chức tại sân banh Biên Hòa (Đường Bùi Văn Hòa) cùng 2 đồng chí khác là Võ Văn Khọn và Nguyễn Văn Dặn sau khi tổ chức trận tấn công vào phái đoàn cố vấn quân sự Mỹ lần đầu tiên tại Việt Nam tại nhà máy cưa Tân Mai. Tại phiên tòa này, ông đã có phần tự bào chữa gây chấn động báo giới lúc bấy giờ. Ông đã bị Tòa án Quân sự đặc biệt tha bổng về tội sát hại cố vấn Mỹ nhưng khép tội tử hình vì xác định là "Việt Cộng nằm vùng nguy hiểm". Bản án của ông dự định được thi hành bằng máy chém tại Sân banh Biên Hòa nhưng bị hoãn lại nhiều lần do sự đấu tranh can thiệp của Tổ chức nhân quyền thế giới.
Sau cuộc đảo chính gia đình Diệm - Nhu, ông được giảm án từ tử hình xuống chung thân và bị đày ra Côn Đảo cho đến ngày được trao trả.

### Bị bắt và tù đày
Sau khi hoàn tất việc chỉ đạo tổ chức cuộc biểu tình chống bầu cử Quốc hội khóa II của Ngô Đình Diệm ở Sài Gòn, trên đường trở về Biên Hòa, ông đã bị chính quyền Việt Nam Cộng hòa bắt vào ngày 21 tháng 8 năm 1959 tại nhà bà Hai Nghèng ở ấp Tân Bản, xã Bửu Hòa, huyện Vĩnh Cửu (nay là khu phố 3, phường Bửu Hòa, thành phố Biên Hòa). Cuộc đấu tranh trong tù với bản án tử hình của ông kéo dài 14 năm 6 tháng, trong đó có 1 năm 5 tháng ở khám Chí Hòa và 13 năm 1 tháng ở địa ngục trần gian Côn Đảo. Ông là một trong những tù nhân chính trị được trao trả tại Lộc Ninh, tỉnh Tây Ninh theo sau Hiệp định Paris 1973.
Sau khi được trao trả tù binh, ông được đưa ra Hà Nội và làm việc và thuộc biên chế quản lý của Ban tổ chức Trung ương Đảng. Ông đã được đưa đi đào tạo và huấn luyện nghiệp vụ tại Quảng Châu - Trung Quốc, Cộng hòa Dân chủ Đức (Đông Đức) một thời gian trước khi nghỉ hưu.

### Qua đời
Từ 1987 đến khi mất năm 2009, ông sống tại căn Nhà tình nghĩa do UBND tỉnh Đồng Nai tặng tại số 1688-1690 Đường Nguyễn Ái Quốc (Số cũ: 3 đường Nguyễn Văn Trỗi), khu phố 6, phường Trung Dũng, thành phố Biên Hòa, tỉnh Đồng Nai.
Sau 3 năm chống chọi với căn bệnh ung thư gan hiểm nghèo, ông đã từ trần vào ngày 2 tháng 5 năm 2009 ở tuổi 85.

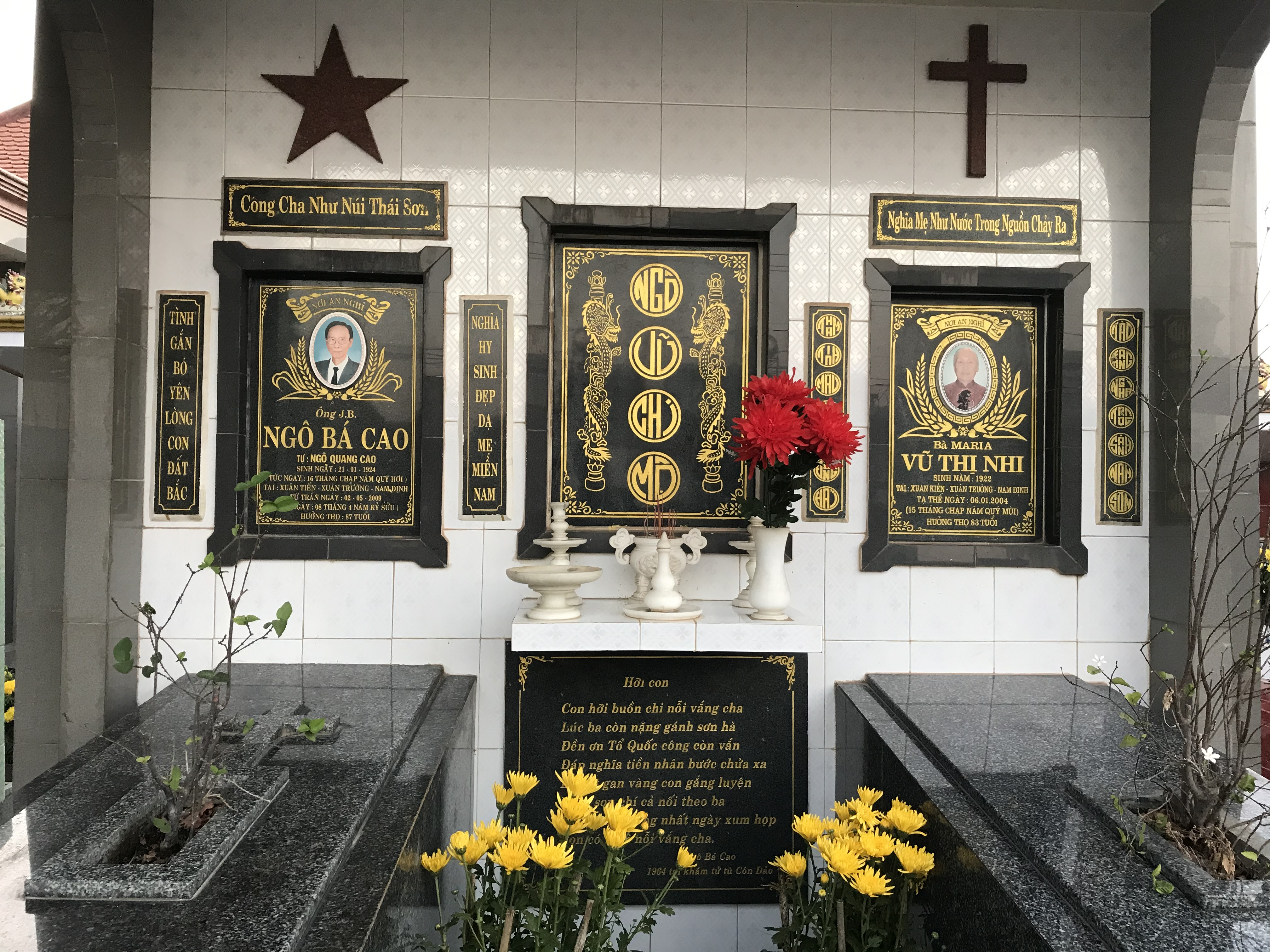
Mộ ông Ngô Bá Cao và vợ - Bà Vũ Thị Nhi

Ông được an táng ở nghĩa trang thành phố Biên Hòa, Tỉnh Đồng Nai, trong ngôi mộ đôi cùng với vợ mình.
Trên mộ của ông, con cháu đã khắc trên đá bài thơ "Hỡi con" theo thể thơ Đường luật ông đã sáng tác (được in trong tập thơ "Tiếng Lòng"- NXB Đồng Nai) và gửi về cho con trai khi đang bị tù đày năm 1964 tại Khám tử tù Côn Đảo.
Bài thơ như sau:
"Hỡi con
Con hỡi buồn chi nỗi vắng cha
Lúc ba còn nặng gánh sơn hà
Đền ơn Tổ quốc công còn vắn
Đáp nghĩa tiền nhân bước chửa xa
Dạ sắt gan vàng con gắng luyện
Lòng son chí cả nối theo ba
Hòa Bình, thống nhất ngày xum họp

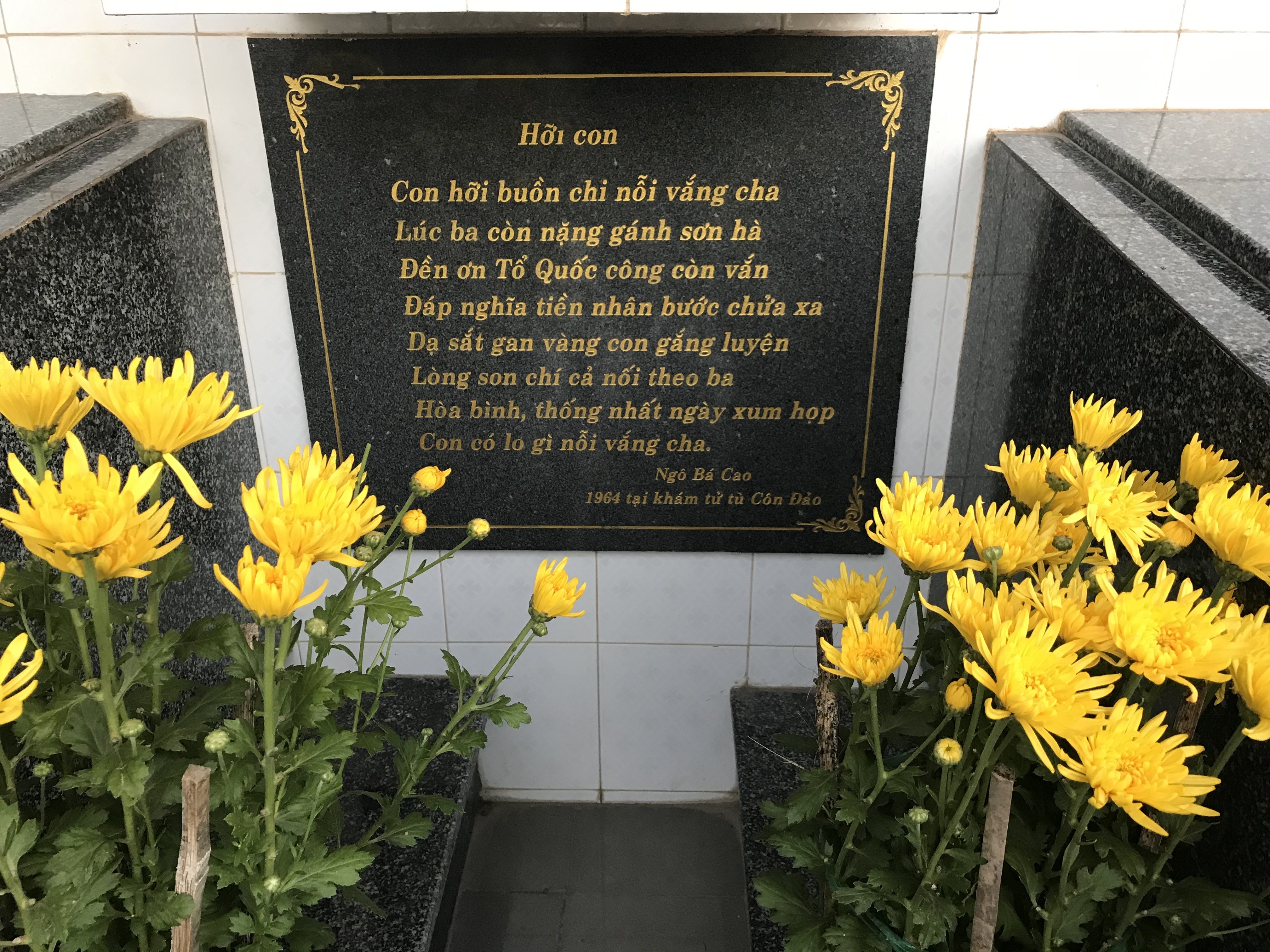

Con có lo gì nỗi vắng cha" - Ngô Bá Cao.
Bài thơ thể hiện nỗi lòng và tư tưởng của một người làm cách mạng chân chính, hy sinh thân mình và lợi ích cá nhân vì sự thống nhất đất nước và sự độc lập của dân tộc Việt Nam từ tay các thế lực ngoại bang.